# Arthurian League
Die Arthurian League ist eine englische Verbandsfußballliga für Mannschaften, die aus Alumni öffentlicher Schulen bestehen. Sie ist der Amateur Football Alliance angeschlossen und nicht Teil des englischen Fußball-Ligasystems.
Die Liga besteht seit 1961 und besteht aus sechs Divisionen.

## Meister

### Premier Division
Die oberste Division der Liga war bis 1975 als Senior Division und bis 1981 als Division One bekannt.
| Saison  | Meister                  |
| ------- | ------------------------ |
| 1962/63 | (Wettbewerb abgebrochen) |
| 1963/64 | Old Malvernians          |
| 1964/65 | Old Malvernians          |
| 1965/66 | Lancing Old Boys         |
| 1966/67 | Old Brentwoods           |
| 1967/68 | Old Malvernians          |
| 1968/69 | Old Malvernians          |
| 1969/70 | Old Malvernians          |
| 1970/71 | Old Cholmeleians         |
| 1971/72 | Old Bradfieldians        |
| 1972/73 | Old Foresters            |
| 1973/74 | Old Foresters            |
| 1974/75 | Old Brentwoods           |
| 1975/76 | Old Brentwoods           |
| 1976/77 | Old Aldenhamians         |
| 1977/78 | Old Harrovians           |
| 1978/79 | Old Carthusians          |
| 1979/80 | Old Brentwoods           |
| 1980/81 | Old Brentwoods           |
| 1981/82 | Old Carthusians          |
| 1982/83 | Lancing Old Boys         |
| 1983/84 | Lancing Old Boys         |
| 1984/85 | Lancing Old Boys         |
| 1985/86 | Old Chigwellians         |
| 1986/87 | Old Cholmeleians         |
| 1987/88 | Old Carthusians          |
| 1988/89 | Old Cholmeleians         |
| 1989/90 | Old Chigwellians         |
| 1990/91 | Lancing Old Boys         |
| 1991/92 | Old Chigwellians         |
| 1992/93 | Old Etonians             |
| 1993/94 | Lancing Old Boys         |
| 1994/95 | Old Chigwellians         |
| 1995/96 | Old Foresters            |
| 1996/97 | Old Foresters            |
| 1997/98 | Old Foresters            |
| 1998/99 | Old Chigwellians         |
| 1999/00 | Old Brentwoods           |
| 2000/01 | (Wettbewerb abgebrochen) |
| 2001/02 | Old Reptonians           |
| 2002/03 | Old Foresters            |
| 2003/04 | Old Harrovians           |
| 2004/05 | Old Etonians             |
| 2005/06 | Old Carthusians          |
| 2006/07 | Old Brentwoods           |
| 2007/08 | Old Carthusians          |
| 2008/09 | Old Carthusians          |
| 2009/10 | Old Harrovians           |
| 2010/11 | Old Carthusians          |
| 2011/12 | Old Carthusians          |
| 2012/13 | Old Carthusians          |
| 2013/14 | Old Carthusians          |
| 2014/15 | Old Carthusians          |
| 2015/16 | Old Tonbridgians         |
| 2016/17 | Old Carthusians          |
| 2017/18 | Old Foresters            |
| 2018/19 | Old Carthusians          |
| 2019/20 | (Wettbewerb abgebrochen) |
| 2020/21 | (Wettbewerb abgebrochen) |
| 2021/22 | Old Carthusians          |
| 2022/23 | Old Carthusians          |